# 考克鎮區 (堪薩斯州米切爾縣)
考克鎮區（英語：Cawker Township）為美國堪薩斯州米切爾縣轄下的鎮區。2010年美国人口普查中該鎮區人口有522人。

## 地理
考克鎮區涵蓋總面積為92.38平方（35.67平方英里），其中75.68平方（29.22平方英里）為陸地，16.7平方（6.4平方英里）或18.08%為水域。海拔高度461（1,512英尺）。

## 人口統計
根據2010年美國人口普查，考克鎮區人口有522人，住房345戶，人口密度為5.65人/每平方公里。此鎮區居民之種族中，白人有508人，非裔美國人有1人，美洲原住民有0人，亞裔美國人有1人，太平洋島裔美國人有0人，其他種族有4人，混血種族則有8人。此外此鎮區有10人為西班牙裔或拉丁裔美國人。

## 交通

### 主要公路
- 24號美國國道